# Pavlo Petrovych Skoropadskyi
Pavlo Petrovych Skoropadskyi (tiếng Ukraina: Павло Петрович Скоропадський; 15 tháng 5 [lịch cũ 3 tháng 5] năm 1873 – 26 tháng 4 năm 1945) là một nhà quý tộc, lãnh đạo nhà nước và quân đội người Ukraina. Ông từng là Hetman (tương đương Hoàng đế hoặc Vua) của chính thể Nhà nước Ukraina trong suốt năm 1918 sau cuộc đảo chính vào ngày 29 tháng 4 cùng năm do Đế quốc Đức hậu thuẫn.
Sinh ra là con trai của một nhà quý tộc, ông theo học tại Page Corps, sau đó ông trở thành một sĩ quan. Sau khi phục vụ trong Chiến tranh Nga – Nhật, ông được thăng cấp đại tá, sau đó ông chỉ huy Trung đoàn Dragoon thứ 20 của Phần Lan vào năm 1910. Skoropadskyi được thăng cấp thiếu tướng và trợ lý trại của hoàng đế Nicholas II vào năm 1912. Trong Thế chiến thứ nhất, ông trở thành trung tướng phụ trách Quân đoàn 34.
Sau cuộc Cách mạng Tháng Hai chứng kiến sự xuất hiện của Rada Trung ương, Skoropadskyi bắt đầu Ukraina hóa Quân đoàn 34 của mình, sau này được gọi là Quân đoàn 1 Ukraina. Với sự giúp đỡ của Đế quốc Đức, Skoropadskyi lật đổ Cộng hòa Nhân dân Ukraina và thành lập Nhà nước Ukraina. Trong thời gian cai trị của mình, ông đã trao cho lực lượng Áo và Đức vào lúc đó đang chiếm đóng Ukraina quyền kiểm soát lớn hơn đối với đất nước này đồng thời kêu gọi lợi ích của các chủ đất chủ yếu là người Nga. Chính phủ của Skoropadskyi cũng cải thiện nền giáo dục, đối ngoại và tổ chức quân đội Ukraina.

## Sự nghiệp chính trị ở Ukraina

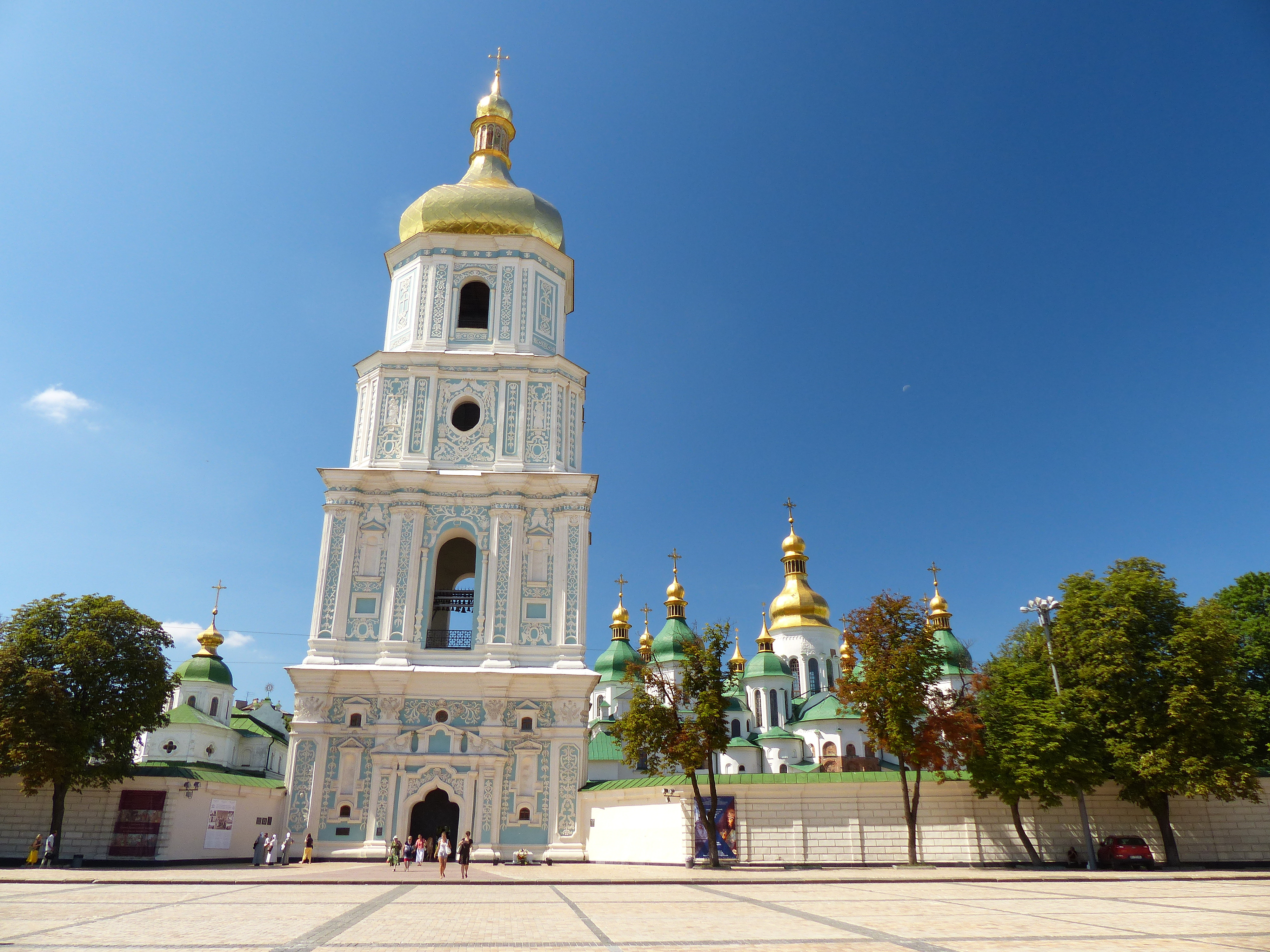
Nhà thờ Thánh Sophia, Kyiv

Tháng 4 năm 1918, việc quân Đức xâm lược đã buộc quân đội nước Cộng hòa Nhân dân Ukraina theo xã hội chủ nghĩa phải rút lui, và giúp Skoropadsky trở thành Hetman của Ukraina. Theo Peter Kenez, "Quân Đức chiếm Ukraina nhằm mục đích tống tiền càng nhiều lương thực và nguyên liệu thô càng tốt, nhưng bộ chỉ huy cấp cao của Đức thận trọng trong việc tiến sâu hơn vào Nga vì sợ dàn quân quá mỏng".:135
Skoropadskyi được giám mục Nykodym làm lễ thánh tại Nhà thờ Thánh Sophia. Một số người theo chủ nghĩa dân tộc Ukraina tố cáo ông là cộng tác với người Đức và được các địa chủ giàu có hỗ trợ. Một số người Ukraina khác cho rằng ông quá thân Nga và độc tài. Ông đã làm nhiều việc, một trong số đó là thành lập một nội các chủ yếu gồm những người nói tiếng Nga, những người theo chủ nghĩa Sa hoàng và những người theo chủ nghĩa thân người Slavơ. Đồng thời, ông cam kết Ukraina sẽ liên bang với một Đế quốc Nga đã được khôi phục. Bất chấp những lời chỉ trích này, trái ngược với Rada Trung ương trước đó, chính phủ của ông được tín nhiệm trong một số lĩnh vực nhất định vì đã xây dựng được một tổ chức hành chính hiệu quả, thiết lập quan hệ ngoại giao với nhiều quốc gia, ký kết hiệp ước hòa bình với nước Nga Xô Viết và thành lập nhiều trường học và đại học, bao gồm cả Viện Hàn lâm Khoa học Quốc gia Ukraina.
Vào ngày 11 tháng 11 năm 1918, Đức ký một hiệp định đình chiến với Entente - điều này khiến quân đội và sự hỗ trợ quốc tế của Hetmanate bị nghi ngờ. Cùng tháng đó, một cuộc nổi dậy do nhà dân chủ xã hội Symon Petliura lãnh đạo bắt đầu nắm quyền ở Ukraina. Cuộc nổi dậy trên danh nghĩa này đã khôi phục lại Cộng hòa Nhân dân Ukraina, nhưng quyền lực được trao cho một Đốc chính, một chính phủ lâm thời gồm năm giám đốc do Volodymyr Vynnychenko làm chủ tịch. Skoropadskyi đã ký văn bản thoái vị vào ngày 14 tháng 12 năm 1918.

## Lưu vong và qua đời
Sau khi ẩn náu ở Kyiv, Skoropadskyi lùi về phía sau cùng với lực lượng quân đội Đức. Ông sống lưu vong ở Đức vào năm 1919 và định cư ở quận Wannsee của Berlin gần Potsdam. Khi sống ở Weimar Đức, Skoropadskyi duy trì tình bạn cá nhân thân thiết với các quan chức cấp cao của chính phủ và quân đội từ những ngày ông còn học đại học quân sự. Tuy nhiên, trong những năm sau đó, ông liên tục từ chối những lời đề nghị hợp tác với Đức Quốc xã.

Trong những tuần cuối cùng của Thế chiến thứ hai ở châu Âu, Skoropadskyi chạy trốn khỏi lực lượng Liên Xô đang tiến lên cùng với quân Đức đang rút lui. Ông qua đời tại Tu viện Metten ở Đức vào ngày 26 tháng 4 năm 1945 sau khi bị thương (16 tháng 4 năm 1945) trong vụ đánh bom Plattling của quân Đồng Minh gần Regensburg, và được chôn cất tại Oberstdorf.